# Chascanum
Chascanum es un género de plantas fanerógamas pertenecientes a la familia de las verbenáceas. Es nativo de Sudamérica tropical. Comprende 42 especies descritas y de éstas, solo 32 aceptadas.

## Descripción
Es una hierba perenne o subarbusto, erecto a extendido, a menudo densamente pubescente. Con hojas opuestas o subopuestas, ovadas a ovado-oblongas, pecioladas, generalmente dentada y grueso veteado, sub-pubescentes. La inflorescencia terminal, espigada, a menudo alargada en la fruta. Flores sésiles o subsésiles, bracteadas, generalmente de color blanco, zygomorphic, hermafrodita. Cáliz de tubo 5 dientes acanalados. Fruto seco, encerrado dentro del cáliz persistente.

## Taxonomía
El género fue descrito por Ernst Heinrich Friedrich Meyer y publicado en Commentariorum de Plantis Africae Australioris 275. 1837[1838]. La especie tipo es: Chascanum cernuum (Schauer) E. Mey. 

## Especies seleccionadas
- Chascanum adenostachyum (Schauer) Moldenke (1934).
- Chascanum angolense Moldenke (1938).
- Chascanum caespitosum (H.Pearson) Moldenke (1934).